# Jacques Anselme Baptiste
Jacques Anselme Baptiste, född 1733, var en fransk cellist.

## Biografi
Jacques Anselme Baptiste föddes 1733 i Frankrike. 
Han inkom till Sverige tillsammans med sin fru Marie Baptiste som aktör i den av Adolf Fredrik inkallade franska operatruppen. Baptiste och hans hustru titulerades aktörer, men var mer kända som musiker respektive sångerska. 
Efter att Gustav III avskedat operatruppen 1771 vistades de på kontinenten till 1776 då de återvände till Sverige där han fick anställning i Kungliga Hovkapellet. De lämnade Sverige för gott sommaren 1786.
Baptiste var far till sångerskan Marie Louise Marcadet.